# Krater Steen River
Steen River – krater uderzeniowy w prowincji Alberta w Kanadzie.
Krater ten powstał 91 milionów lat temu, we późnej kredzie. Utworzył się on w skałach krystalicznych pokrytych warstwą skał osadowych. Obecnie jest pogrzebany pod młodszymi osadami.